# ノルベルト・エリアス
ノルベルト・エリアス（ドイツ語: Norbert Elias ドイツ語発音: [ˈnɔʁbɛʁt ʔeˈliːas]、1897年6月22日 - 1990年8月1日）は、イギリス国籍でユダヤ系ドイツ人の社会学者、哲学者、詩人。主な業績に文明化の過程研究がある。

## 生涯
ドイツ帝国東部のブレスラウ（現在のポーランド領ヴロツワフ）にて、織物業を営む一家に生まれた。父ヘルマン・エリアス（1940年ブレスラウ没）、母ゾフィーはおそらくアウシュヴィッツで落命か（1941年）。
アビトゥーア取得後にドイツ帝国軍に勤務したがストレスで体調を崩し、帰郷し療養に努めた。その後、ブレスラウ大学（現ヴロツワフ大学）に進学し、心理学、哲学、医学を専攻し、一時期ハイデルベルク大学にも在籍した。リヒャルト・ヘーニヒスヴァルト指導下で執筆した卒業論文が認められ、1924年にブレスラウ大学を卒業した。この頃、当時のシオニズムに感化され、若手のシオニストとも交流した。
翌年、アルフレート・ヴェーバーの研究を手伝う目的でハイデルベルク大学に再び移ったが、最終的には同研究プロジェクトを離脱することとなり、フランクフルト大学に転じてカール・マンハイムの研究助手となった。しかし、ナチスの台頭の影響でマンハイムの研究が打ち切られると、エリアスはパリを経てロンドンへ亡命した。ロンドン滞在中にロンドン・スクール・オブ・エコノミクスにてマンハイムと再会し、ここでも助手を務めたが、宥和政策の影響でマン島へ退去強制された。釈放後はケンブリッジに移り、この時に『ドイツ人論』の執筆に着手した。
心理学については1952年、研究者仲間の仕事を手伝う一環として集団分析協会の旗揚げに参加するとエリアス自身も研究に着手、セラピストの資格を取得した。
社会学に関してはイギリスのレスター大学で講師として社会学を教え（1954年–1962年）、このときの教え子にアンソニー・ギデンズがいる。客員としてガーナ大学（1961年–1963年）、ミュンスター大学（1965年–1966年）、コンスタンツ大学（1972年）、アーヘン大学（1976年）、フランクフルト大学（1977年）にも籍を置いた。
1978年から1984年まで、ドイツのボーフム大学とビーレフェルト大学で教鞭を執った。
1990年8月、アムステルダムの自宅で死去。93歳だった。

## ノルベルト・エリアス財団
エリアスは1983年にノルベルト・エリアス財団を設立すると、社会科学の広範な研究について、その過程と関係性に基づく理解を促すよう託した。その遺志は同財団が後継し、理事会の裁量のもと後進の育成を目指す図書賞、助成金と補助金など事業を進めている。

## ノルベルト・エリアス文庫
エリアス自身の蔵書に加え、科学論文と詩作の未公開のタイプライター原稿と手稿、書簡をまとめたものが〈ノルベルト・エリアス文庫〉である（Norbert-Elias-Archiv）。本や書類を1994年に受託したドイツ図書アーカイブ (DLA) では、シュトゥットガルトから20 km圏内のマールバッハ・アム・ネッカーに置いた収蔵施設に当文庫を保ち、科学科学および文学の両分野から研究者が利用できる体制を整えた。また当文庫に収蔵した文書の研究を促すため、「エリアス助成金」が活用され研究者に資金を提供してきた。
当文庫の目録は3分野で構成し、ドイツ図書アーカイブのオンラインカタログで検索・閲覧ができる（英語、ドイツ語）。
- パート 1：1984年以降の原稿と書簡。執筆に専念した時代。
- パート 2：エリアスが集めた書籍や冊子類。（自筆の書き込みがあるもの、ないもの）
- パート 3：1984年以前の原稿と書簡。教壇に立った時代。

私信を含む書簡類は、詳細な整理と評価が待たれてきた。例えばこの文庫が収蔵する資料にはフランスの社会学者ピエール・ブルデュー（1930年-2002年）と交わした往復書簡があり（1976年から1990年）、これまで注目されないままであったが分析が進んだ。

### 世界台帳
文庫とは別に、1990年台から紙版でエリアス関連の書誌データを整理してきたインゴ・モルト（Ingo Moerth）とゲルハルト・フレーリッヒ（Gerhard Fröhlich＝リンツ大学）の台帳がある。データをオンライン公開用に整理し、「ハイパーエリアス世界台帳」（HyperElias©World Catalogue）と名付けて商標を登録、ヨハネス・ケプラー大学文化経済研究所のサーバに載せた（オーストリア、リンツ）。その活動趣旨は書籍と論文類に加えて映像や録音の情報を添え、総覧を目指すとしている。

## 栄誉栄典

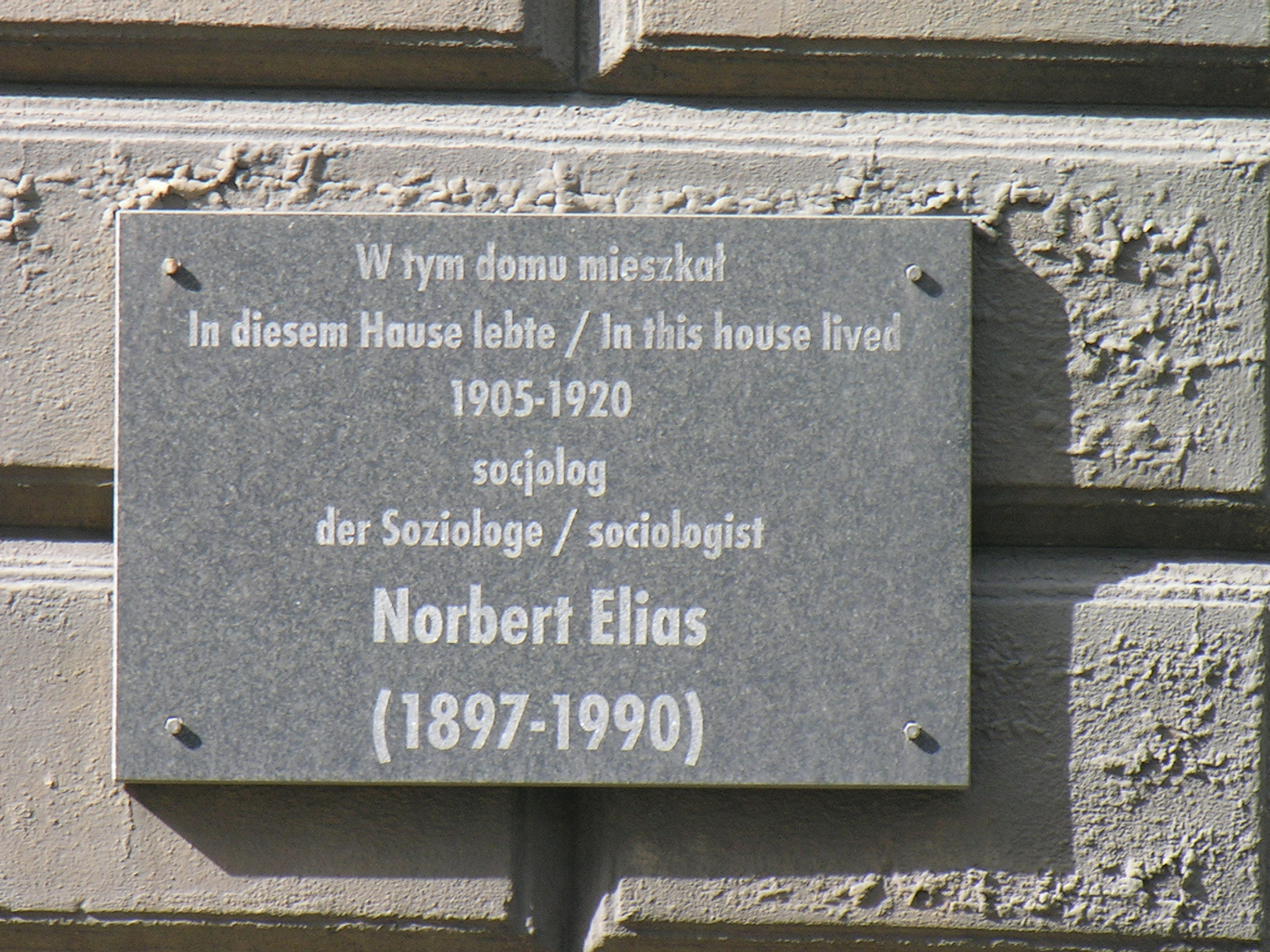
郷里ヴロツワフ（ブレスラウ）に設置された銘板

- 1977年：ドイツ フランクフルト・アム・マイン市　第1回テオドール・アドルノ賞、哲学分野における優れた功績に対して。
- 1980年：ビーレフェルト大学（ドイツ語版）　名誉博士号（Ehrendoktorwürde）
- 1986年：ドイツ連邦共和国　ドイツ連邦共和国功労勲章十字章（Großes Verdienstkreuz Bundesrepublik Deutschland（ドイツ語））
- 1987年：オランダ女王　オラニエ・ナッソー勲章（オランダ語版、英語版）コマンドール章
- 1987年：イタリア　社会学・社会科学欧州アマルフィ賞（ドイツ語版、英語版）
- 1990年：イタリア　国際ノニーノ賞（イタリア語）〈現代の哲人〉賞[27][注釈 5]

## 日本語訳著書
法政大学の〈叢書・ウニベルシタス〉に訳書を収載しており、その内訳は以下のとおり。

### 単著
- 『文明化の過程』
  - 上巻『ヨーロッパ上流階層の風俗の変遷』赤井慧爾、中村元保、吉田正勝 訳（法政大学出版局、1977年／新装版2004年）
  - 下巻『社会の変遷／文明化の理論のための見取図』波田節夫、溝辺敬一、羽田洋、藤平浩之 訳 （法政大学出版局、1978年／新装版2004年）[2]
- 『宮廷社会』波田節夫、中埜芳之、吉田正勝 訳 （法政大学出版局、1981年）[29][17]
- 『死にゆく者の孤独』中居実 訳（法政大学出版局、1990年／新装版2010年）[15]
- 『モーツァルト—ある天才の社会学』青木隆嘉 訳（法政大学出版局、1991年）エリアスの絶筆[30]。
- 『参加と距離化—知識社会学論考』波田節夫、道籏泰三 訳（法政大学出版局、1991年） [31]
- 『社会学とは何か—関係構造・ネットワーク形成・権力』徳安彰 訳（法政大学出版局、1994年）[32]
- ミヒャエル・シュレーター 編『ドイツ人論—文明化と暴力』青木隆嘉 訳（法政大学出版局、1996年）[11][13]
- ミヒャエル・シュレーター 編『時間について』井本晌二、青木誠之 訳（法政大学出版局〈叢書・ウニベルシタス545〉、1996年）[33]
  - 『Über die Zeit』『Time : an essay』の和訳[33]。
- ミヒャエル・シュレーター 編『諸個人の社会—文明化と関係構造』宇京早苗 訳（法政大学出版局、2000年）[32]

### 共著
- エリック・ダニング 共著 『スポーツと文明化—興奮の探求』大平章 訳（法政大学出版局、1995年／新装版2010年）[34][35][18][36][37][38]
- ジョン・L・スコットソン 共著『定着者と部外者—コミュニティの社会学』（法政大学出版局〈叢書・ウニベルシタス918〉、2009年）